# 빅토리아 폰 작센코부르크잘펠트 공녀
빅토리아 폰 작센코부르크잘펠트 공녀(독일어: Victoire von Sachsen-Coburg-Saalfeld, 영어: Victoria of Saxe-Coburg-Saalfeld, 1786년 8월 17일 ~ 1861년 3월 16일)는 프란츠 폰 작센코부르크잘펠트 공작과 그의 아내 아우구스테 로이스 추 에베르스도르프 백작부인 사이에서 태어난 딸로서, 영국의 빅토리아 여왕의 어머니로 알려져 있다. 초혼으로 라이닝겐 후작 부인이 되었으며, 그의 사후 재혼하여 켄트 공작 부인이 되었다.
그녀는 에미히 카를 추 라이닝겐 후작과 결혼하였으나 그는 1814년에 사망하였고 빅토리아는 1818년에 켄트와 스트래선의 공작 에드워드와 재혼하게 된다. 둘 사이에서는 훗날 여왕이 되는 외동딸 빅토리아가 태어난다.
그러나 빅토리아가 태어난 지 1년 만에 에드워드는 사망했고 그녀는 말도 통하지 않는 곳에 홀로 남겨지게 되었지만 자신의 딸이 윌리엄 4세 국왕 사후에 영국의 여왕으로 즉위하는 것이 거의 확정적인 분위기였다. 윌리엄 4세는 65세의 나이로 즉위하였으며 그의 아내인 작센마이닝겐의 아델레이드도 38세의 나이로 왕비가 되었다.
빅토리아는 자신의 모국인 작센코부르크잘펠트 공국으로 돌아가지 않고 영국에 남아서 연인 존 코로이와 함께 딸에게 자신의 영향력을 강화하려고 매우 노력하였다. 이 때문에 딸인 빅토리아와의 사이는 별로 좋지 않았다. 나중에 켄트 공작 부인의 조카이자 여왕의 부군인 작센코부르크고타의 앨버트가 이 둘을 화해시킨다.